# No País das Porcas-Saras
No País das Porcas-Saras é um livro de Fernando Évora, publicado em 2010 pela Esfera do Caos.
O cenário da história é o Alentejo (concelho de Odemira) e as personagens são de uma extrema pobreza. É uma obra onde, de forma muito peculiar, se vão abordando problemas que são comuns naquela zona, mas que também passam pelo Portugal contemporâneo: a desertificação do interior, a pedofilia, o incesto, a crise de valores, o êxodo rural. Embora o essencial da história tenha lugar no início do século XXI, ela percorre, retrospectivamente, a segunda metade do século XX português.[carece de fontes?]